# 211232 Kellykevin
211232 Kellykevin è un asteroide della fascia principale. Scoperto nel 2002, presenta un'orbita caratterizzata da un semiasse maggiore pari a 2,598030 UA e da un'eccentricità di 0,102135, inclinata di 8,786422° rispetto all'eclittica.